# Bärenwirtshalde-Steinklinge
Das Gebiet Bärenwirtshalde-Steinklinge ist ein vom Regierungspräsidium Stuttgart am 15. November 1982 durch Verordnung ausgewiesenes Naturschutzgebiet auf dem Gebiet der baden-württembergischen Gemeinde Sulzbach-Laufen.

## Lage und Beschreibung
Das Naturschutzgebiet besteht aus zwei Teilgebieten. Das nördliche Teilgebiet Bärenwirtshalde liegt etwa 500 m südlich von Sulzbach an einem nordostexponierten Hang links des Kochers. Das südliche Teilgebiet liegt etwa 1,5 km westlich von Laufen, ebenfalls nordexponiert in der Steinklinge, einem kleinen Seitental des Kochertals. Die Teilgebiete liegen über einen Kilometer voneinander entfernt. Beide Teilgebiete umfassen bewaldete Steilhänge. Die Waldbestände sind teilweise als Eschen-Ahorn-Schluchtwald, teilweise als Waldmeister-Buchenwald ausgebildet. Stellenweise sind in beiden Teilgebieten Quellaustritte und Felsbildungen vorhanden.

## Schutzzweck
Wesentlicher Schutzzweck laut Schutzgebietsverordnung ist „die Sicherung und Erhaltung von naturnahen Waldbereichen mit einer seltenen, standortstypischen Flora und Fauna.“